# 릴리 마리예
릴리 마리에(Lily Mariye)는 미국의 텔레비전 감독, 영화 제작자, 배우이다.
라스베이거스에서 태어나 캘리포니아 대학교 로스앤젤레스에서 연극 학부를 졸업했다.

## 감독
- 워킹 데드: 월드 비욘드
- 맥가이버 (2016년 드라마)
- 더 테러
- NCIS: 로스앤젤레스
- 범죄의 재구성 (드라마)
- 크리미널 마인드
- 시카고 PD
- 포스터 가족

## 배우 활동
- 해리슨 포드의 특별 조치
- 핸콕 (영화)
- 아메리칸 파이: 썸머 캠프
- 마이티 조 영 (1998년 영화)
- 스위치 (1991년 영화)
- 베스트 리틀 호하우스 인 텍사스

## 연극
- 인투 더 우즈
- 카바레 (뮤지컬)